# Acanthurus leucosternon
Poisson-chirurgien à poitrine blanche
Espèce
Statut de conservation UICN

 LC  : Préoccupation mineure
Le Chirurgien à poitrine blanche (Acanthurus leucosternon) est une espèce de poissons marins membre de la famille des Acanthuridae.

## Description
Acanthurus leucosternon est un poisson de taille moyenne pouvant atteindre 23 cm de long. Son corps est comprimé latéralement et de forme ovale. Les poissons-chirurgiens nagent à l'aide de leurs nageoires pectorales et non caudale, cette dernière est considérée comme falciforme. La nageoire caudale est en forme de croissant. La bouche est petite et terminale. Ses flancs sont bleus, sa nageoire dorsale et la base de la nageoire caudale sont jaunes, la tête est noire, la bouche et la zone inférieure (gorge) sont blanches ainsi que la nageoire anale et pelvienne ainsi qu'une partie de la nageoire caudale. La nageoire pectorale est translucide avec des reflets jaunes. 
L'intensité de sa robe bleue est révélatrice d'un bon état de santé[réf. souhaitée].

## Répartition et habitat
Acanthurus leucosternon est présent dans l'Océan Indien ainsi que dans l'ouest de l'Océan Pacifique.
C'est un poisson de récif qui apprécie les eaux claires et peu profondes avec une prédilection pour les platiers ou le long des pentes récifales. On le trouve en surface et jusqu'à 25 m de profondeur.

## Comportement
Acanthurus leucosternon a une activité diurne. Il est solitaire, territorial et agressif envers les autres poissons-chirurgiens. Comme tous les Acanthurinae, il est doté d'un aiguillon érectile situé au niveau du pédoncule caudal et qui constitue un redoutable moyen de défense. Son  espérance de vie est comprise entre 12 et 15 ans.

## Alimentation

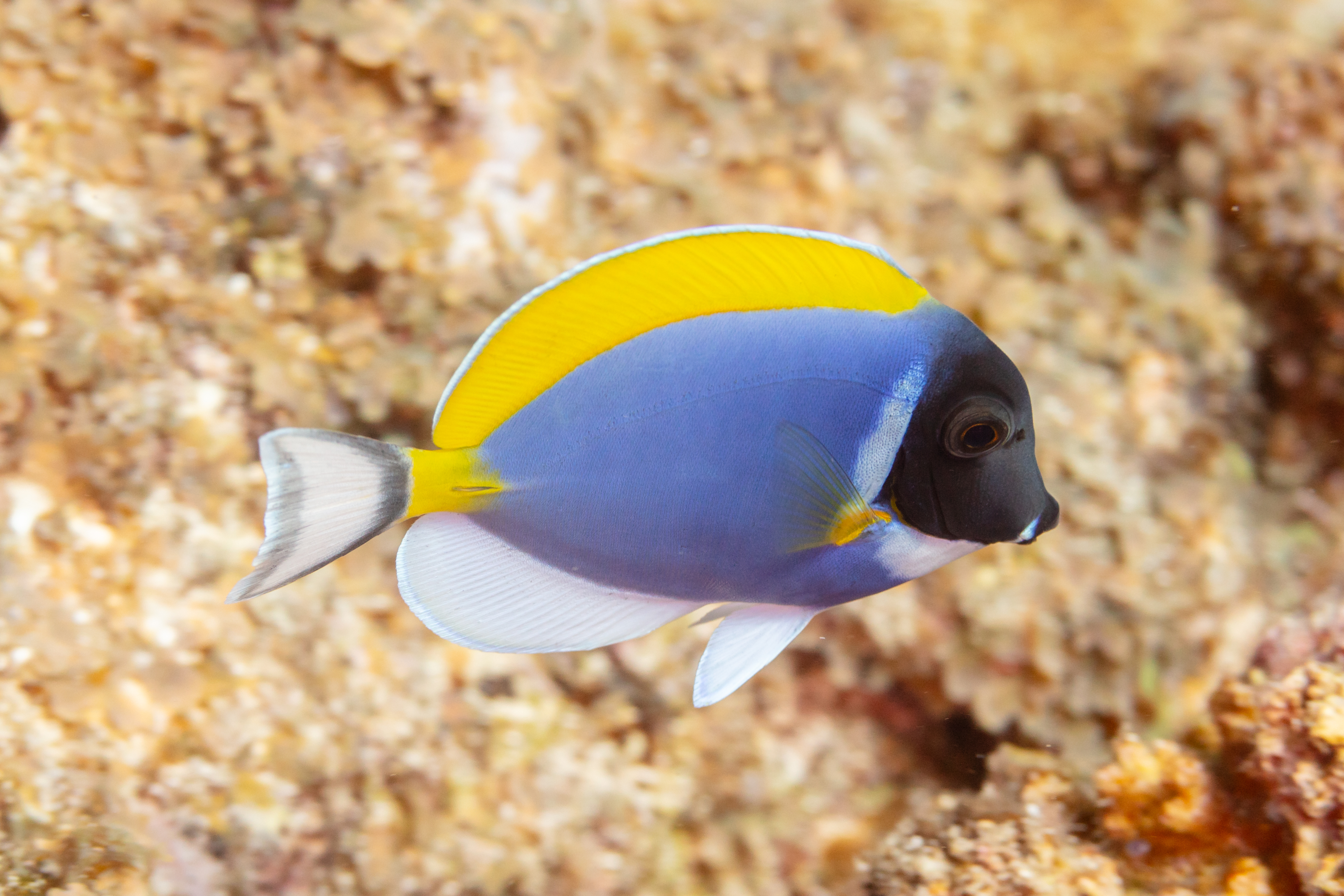

Acanthurus leucosternon est herbivore, il se nourrit d'algues sessiles qu'il broute sur le corail mort ou sur les rochers. Si leur quantité est insuffisante, les Acanthurus leucosternon se rassemblent en bancs importants et envahissent les zones où elles sont plus présentes. Il affectionne tout particulièrement l'épinard.

## Aquariophilie
Du fait de sa taille, il convient de le maintenir dans un très grand bac. Ce poisson nage inconditionnellement d'une extrémité de l'aquarium à l'autre en broutant les algues. Il présente un tempérament agressif et territorial. Ses relations interspécifiques sont bonnes sauf à l'occasion d'introduction de nouveaux pensionnaires ou envers d'autres espèces dont la robe est trop identique à la sienne.
Certains spécimens consomment des morceaux de néréis, de la chair de poissons, des crevettes, des larves de chironomes, de la chair de moules, des vers grindals, des tubifex et des artémias vivantes ou lyophilisées. La configuration de leur bouche ne leur permet pas d'avaler de grosses proies. Ils mangent peu mais souvent.
Il est très sensible au Cryptocaryon irritans, au stress et aux maladies de peau.
Son acclimatation est difficile et sa reproduction n'a jamais été observée en aquarium. Il est déconseillé d'introduire un sujet dans un bac inférieur à 400l surtout s'il comporte déjà une autre espèce d'acanthurus, le sujet sera atteint de stress et développera rapidement le cryptocaryon irritans. Dans un bac d'invertébrés, peu ou pas de solutions seront possibles hormis retirer le sujet dès que possible afin d'éviter la contamination du bac.
Dans un bac FO (fish only - uniquement composé de poissons) certains traitements pourront être efficaces (cuivre...) mais il faudra être attentif de nombreuses semaines avant de convenir que l'acclimatation est réussie.

## Divers
Jusqu'en 2011, Atos Origin utilisait cette espèce dans son logo.